# Тимербулатов, Ринат Хафизович
Ринат Хафизович Тимербулатов (родился 17 июля 1983 в Пензе) — российский регбист, фланкер команды «Локомотив-Пенза».

## Клубная карьера
Воспитанник пензенского регби, первый тренер — заслуженный тренер России Олег Балашов. Начинал карьеру в родном городе. После перешел в подмосковный «ВВА-Подмосковье», где провёл два года, стал дважды чемпионом страны, и вернулся в Пензу. Перед сезоном 2012 года, с рядом других пензенских регбистов, в частности с Карло Маглакелидзе и Сергеем Янюшкиным переходит в казанскую команду «Стрела-Агро». Далее снова возвращение в Монино и окончательное возвращение на малую Родину, где Ринат становится одним из лидеров команды. В 2018 году перешел в новый клуб из родного города - Локомотив-Пенза.

## Карьера в сборной
В 2008 году провел 3 матча за национальную команду, результативными действиями не отметился.

## Достижения
- Чемпион России: 2008, 2009